# 디 아이 (2002년 영화)
《디 아이》(見鬼: The Eye)는 홍콩, 싱가포르에서 제작된 옥사이드 팽 천 감독의 2002년 공포, 스릴러 영화이다. 이신제 등이 주연으로 출연하였고 진가신 등이 제작에 참여하였다. 디 아이 2, 견귀10이라는 2개의 시퀄이 있다.

## 출연

### 주연
- 이신제
- 주준위

### 조연
- 노교음
- 방전발
- 츄차 루지하논
- 진지재
- 윳 라이 소
- 피에르 퐁
- 에드먼드 첸
- 엽위신

## 기타
- 미술: 소국호
- 미술: Kritapas Suttinet
- 의상: Stephanie Wong
- 책획: 허월진
- 책획: Udom Piboonlapudom
- 출품인: 증지위
- 출품인: 운휘상
- 출품인: 풍의청

## 한국어 더빙 성우진(MBC)
- 김아영 - 황가문 (이심결)
- 안지환 - 아화 (주준위)
- 전임복 - 할머니 (고연평)
- 이종혁 - 로박사 (진지재)
- 유은숙 - 언니
- 이철용 - 퇴마사
- 표영재 - 의사
- 한수림
- 배정민
- 이상훈
- 채의진
- 박신희
- 이원찬
- 정재헌
- 조현정